# Древсен, Гудрун Лёшен
Гудрун Лёшен Древсен (норв. Gudrun Løchen Drewsen; 5 мая 1867, Иннерёй — 16 мая 1946, Сан-Франциско), — американская активистка движения за права женщин и художница норвежского происхождения. Будучи талантливым организатором и стратегом, она была одним из основателей и главных фигур в нью-йоркской Норвежской суфражистской лиге. Она внесла существенный вклад в развитие американского суфражистского движения после того, как норвежские женщины получили право голоса в 1913 году. В качестве художницы она участвовала в национальной художественной выставке в Осло в 1890 году.

## Биография
Гудрун Лёшен родилась 5 мая 1867 года в поместье в муниципалитете Иннерёй в семье парламентария Хермана Лёшена (1822—1876) и Анны Маргреты Йенсен (1826—1911). Будучи десятым ребёнком в семье, в то время, когда её экономическое положение было не так благополучно, как ранее. После того как её отец умер, когда ей было девять лет, она жила с различными родственниками, получая частное образование, в том числе живя с дядей в Тронхейме до того времени, пока он тоже не стал испытывать экономические трудности. Её братья, в отличие от неё, смогли продолжить учёбу в Христиании (ныне Осло). Впоследствии она также переехала в столицу, где жила со своей свекровью, обучаясь живописи у художников Эриком Вереншёлля, Кристиана Крога и Ханса Хейердала. Находясь в Христиании, она познакомилась с успешным химиком Вигго Бютнером Древсеном (1858—1930), за которого вышла замуж в 1887 году.
В 1894 году семья переехала в Нью-Йорк, где Гудрун занималась домашним хозяйством и воспитанием детей. В 1902 году норвежская правозащитница Фредрикка Квам попросила Древсен представлять Норвегию на Вашингтонской суфражистской конференции. Выступив там и познакомившись там с ведущими деятелями женского движения, Древсен стала признанным на международном уровне координатором норвежско-американских интересов в женском движении.
Древсен оказалась способным организатором и стратегом, набирая новых членов, планируя подписные кампании и участвуя в демонстрациях на Пятой авеню Манхэттена. К 1911 году она основала и стала президентом нью-йоркской Норвежской суфражистской лиги, которая выступала под лозунгом «избирательницы из Норвегии», ссылаясь на ограниченное избирательное право, достигнутое норвежскими женщинами в 1907 году. С 1913 года, когда норвежским женщинам было предоставлено право голоса, деятельность Древсен стала ещё более эффективной.
После того как американские женщины получили право голоса в 1920 году, Древсен поселилась в Ларчмонте, штат Нью-Йорк. После смерти мужа в 1930 году она переехала жить с дочерью в Сан-Франциско, где и умерла 16 мая 1946 года.